# (36346) 2000 NE20
2000 NE20 (asteroide 36346) é um asteroide da cintura principal. Possui uma excentricidade de 0.25693970 e uma inclinação de 11.86323º.
Este asteroide foi descoberto no dia 6 de julho de 2000 por Spacewatch em Kitt Peak.